# عملیات هیلستن

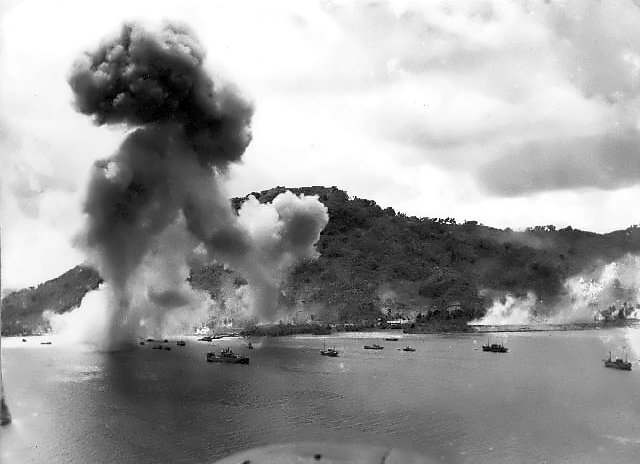
بمب‌افکن‌ها نیروی دریایی ایالات متحده آمریکا به کشتی‌های جنگی ژاپنی در خلال حمله به تروک (تالاب چوئوک) می‌تازند.

عملیات هیلستن (به انگلیسی: Operation Hailstone) -در ژاپن حملهٔ هوایی به جزیرهٔ تروک (به ژاپنی: トラック島空襲)- یک حملهٔ هوایی و زمینی بزرگ بود که در روزهای ۱۷ و ۱۸ فوریه ۱۹۴۴ (میلادی) از سوی نیروی دریایی ایالات متحده آمریکا و علیه مواضع نیروی دریایی و پایگاه هوایی امپراتوری ژاپن در تالاب چوئوک در جزایر کارولین و در هنگام جنگ جهانی دوم انجام‌شد. عملیات هیسلتن به پیروزی آمریکایی‌ها انجامید. 